# 市尾墓山古墳
市尾墓山古墳（いちおはかやまこふん）は、奈良県高市郡高取町市尾にある古墳。形状は前方後円墳。市尾宮塚古墳と合わせて国の史跡に指定されている。

## 概要
奈良盆地南縁、越智丘陵と竜門山塊に挟まれた盆地に築造された古墳である。南西には市尾宮塚古墳が所在する。1975年（昭和50年）以降に発掘調査が実施されている。
墳形は前方後円形で、前方部を北西方向に向ける。墳丘は2段築成で、土嚢を用いて構築される。墳丘外表では葺石のほか、石室付近で埴輪列が認められる。墳丘くびれ部には造出を付す。また墳丘周囲には盾形の周濠が巡らされるとともに、周濠外側には幅12メートル・高さ2-3メートルの幅広の外堤が巡らされており、周濠・外堤を含めた古墳全体としては100メートルにおよぶ。埋葬施設は後円部における片袖式の横穴式石室で、南西方向に開口し、内部には刳抜式家形石棺が据えられる。巨大な家形石棺であり、古式かつ最大級の規模になるとして注目される。石室内の調査では、装身具・武器・馬具・須恵器・土師器など豊富な副葬品が出土している。
築造時期は、古墳時代後期の6世紀初頭頃と推定され、市尾宮塚古墳に先行する首長墓に位置づけられる。周辺では水泥古墳・巨勢寺塔跡などの重要遺跡が分布することから、市尾宮塚古墳ととともに巨勢氏との関連が指摘され、特に本古墳の被葬者については巨勢男人に比定する説がある。
古墳域は1981年（昭和56年）に市尾宮塚古墳と合わせて国の史跡に指定された。現在では史跡整備のうえで公開されているが、石室内への立ち入りは制限されている。

## 遺跡歴
- 1975・1978年（昭和50・53年）、墳丘測量・石室実測調査（奈良県立橿原考古学研究所・高取町教育委員会、1984年に報告書刊行）。
- 1981年（昭和56年）3月31日、国の史跡に指定[3]。
- 2004年（平成16年）、史跡整備事業に伴う発掘調査（高取町教育委員会、2007年に報告書刊行）[1]。

## 墳丘

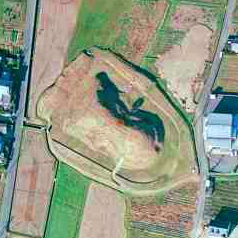
市尾墓山古墳の空中写真
（2011年）。

墳丘の規模は次の通り。
- 古墳総長：100メートル[2] - 周濠・外堤を含めた全長。
- 墳丘長：66メートル
- 後円部
  - 直径：39メートル
  - 高さ：10メートル
- 前方部
  - 幅：49メートル
  - 高さ：10メートル

## 埋葬施設
埋葬施設としては後円部において片袖式横穴式石室が構築されており、南西方向に開口する。石室の規模は次の通り。
- 石室全長：9.45メートル
- 玄室：長さ5.87メートル、幅2.45-2.60メートル、高さ2.90-3.00メートル
- 羨道：幅1.70-1.82メートル、高さ1.62-1.90メートル
- 奥羨道：長さ2.20メートル、幅1.90-2.10メートル、高さ1.90-2.05メートル

石室は、奥壁側にも羨道・入り口を有するという特殊構造になる。これは石棺蓋石の搬入用として機能し、石室完成時に奥壁として石積みがなされたと見られる。石室内は全面に赤色顔料の塗布が認められる。
玄室内には刳抜式家形石棺が据えられる。石棺は、蓋が長さ2.71メートル・幅1.33メートル・高さ0.49メートル、身が長さ2.61メートル・幅1.20-1.27メートル・高さ0.90メートルを測り、蓋石には左右2対の縄掛突起計4個を付す。蓋石の一端面には線刻が認められるほか、石棺内部には赤色顔料が塗布される。古式の石棺であるとともに、家形石棺としては最大級の規模になるとして注目される。
この石室内は撹乱されているが、調査では多数の副葬品が検出されている。

## 出土品
石室内の調査で検出された副葬品は次の通り。
- 水晶製玉 3
- 銀製空玉 6
- ガラス製小玉 513
- ガラス製飾玉 23
- 鉄刀片 若干 - 鹿角装具を含む。
- 刀の飾金具 1
- 鉄鏃 約200
- 鉄地金銅張胡簶金具
- 勾玉形銀製飾金具 3 - 馬具か胡簶の飾金具か。
- 用途不明金具 1
- 馬具
  - 鉄地金銅張磯金具
  - 鉄地金銅張覆輪及び飾金具
  - 鞖
  - 鞍の居木飾金具
  - 鉸具
  - 轡
  - 革帯の飾金具
  - 鉄地金銅張雲珠
  - 鉄地金銅張辻金具
  - 鉄製環状雲珠
  - 鉄製辻金具
  - 鉄地金銅張杏葉
  - 鉄地金銅張釣舌金具
  - 鉄地金銅張花弁形杏葉
- 須恵器 - 器台2、広口壺2、𤭯2、高坏5、坩1、坩蓋2、坏身4、坏蓋3。
- 土師器 - 高坏2、小壺1。

以上の出土品のうち、土器類は石室裾部、馬具類は石棺と石室右側壁の間、鉄刀・刀子・玉類は石棺内に納められたと推測される。

## 文化財

### 国の史跡
- 市尾墓山古墳・宮塚古墳 - 1981年（昭和56年）3月31日指定[3]。

## 関連施設
- 奈良県立橿原考古学研究所附属博物館（橿原市畝傍町） - 市尾墓山古墳の出土品を保管・展示。

## 関連文献
（記事執筆に使用していない関連文献）
- 奈良県立橿原考古学研究所 編『市尾墓山古墳（高取町文化財調査報告 第5冊）』高取町教育委員会、1984年。
- 宮原晋一 著「市尾墓山古墳の再検討」、橿原考古学研究所 編『橿原考古学研究所論集 第9』吉川弘文館、1988年。
- 『国指定史跡市尾墓山古墳整備事業報告書（高取町文化財調査報告 第36冊）』高取町教育委員会、2007年。